# 40213
40213 ist eine EP des Rappers Olson, die am 12. Dezember 2011 über Hiphop.de als kostenloser Download erschien. Nur kurz zuvor hatte er sein altes Pseudonym Olson Rough abgelegt, sie ist deshalb auch seine erste Veröffentlichung als Olson.

## Hintergrund

### Titel
Der aus den fünf Ziffern 40213 bestehende Titel des ebenfalls fünf Lieder enthaltenden Albums ist eine Hommage an die Düsseldorfer Postleitzahl. Sie umfasst die Stadtteile Carlstadt und die Altstadt. In unmittelbarer Nachbarschaft der Stadt liegt Olsons Geburtsort Neuss.

„40213 ist die PLZ der längsten Theke der Welt, die Quelle jeglicher Inspiration, der Geburtsort eines jeden meiner Liedgüter.“

### Bedeutung und Inhalt
Nach einzelnen Songveröffentlichungen im gleichen Jahr wurde der Rapper szeneintern schon als einer der beliebtesten und vielversprechendsten Newcomer gehandelt. Somit versuchte er, mit Hilfe der zuerst als Album geplanten EP seinen Fans zu vermitteln, in welche Richtung, vor allem in musikalischer Hinsicht, er im darauffolgenden Jahr gehen werde, also sei es eher ein Produkt der „Soundfindungsphase“. Im Gegensatz zu seinen bisherigen Veröffentlichung, beispielsweise das auf Party-Musik ausgelegte Demomixtape Rudeboy 2008, brach er den „roughen“ Stil, der ihm auch seinen Namen verlieh, und ging nun auch auf melancholischere Seiten der Feierkultur ein, denn Wochenendexzesse beinhalten ihm nach auch negative Aspekte.

## Titelliste
1. Alles so wie es war (prod. Awe One)
2. Lieblingssong (prod. X-Plosive)
3. Goldene Welt (prod. Drumkidz)
4. Fenster (prod. Levon Supreme)
5. Halt mich fest (prod. George Air Brush)